# Монумент солдатам і морякам (Індіанаполіс)
Монумент солдатам і морякам (англ. Soldiers and Sailors Monument) — меморіал в центрі міста Індіанаполіс, штату Індіана, США. Присвячений пам'яті ветеранів, які брали участь в Англо-американській, Американо-мексиканській, Іспано-американській і Громадянських війнах.

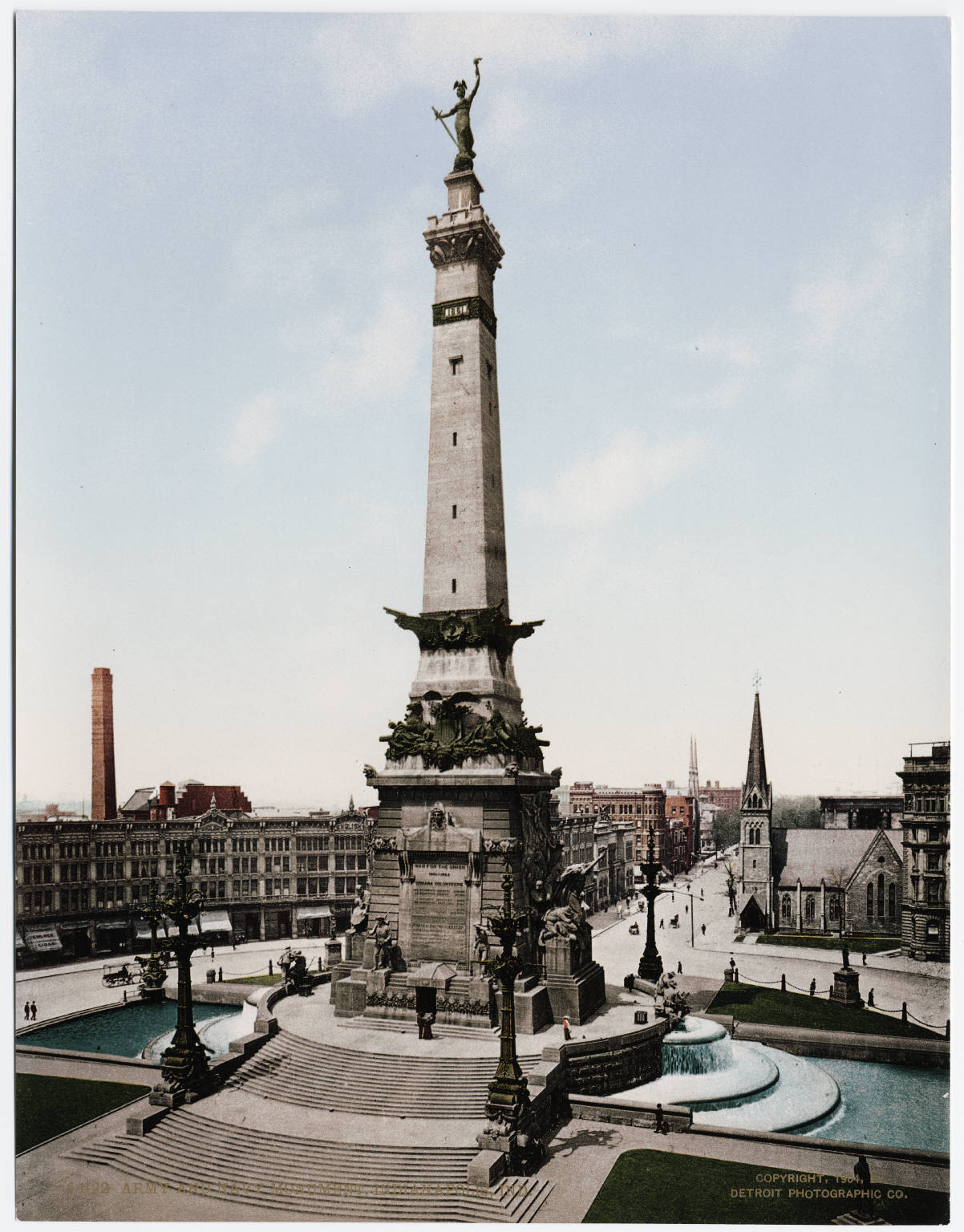
Монумент у 1898 році

Монумент був побудований в період з 1889 по 1902 роки. Висота споруди — 284,5 фута (86,72 м), що лише на шість метрів нижче статуї Свободи в Нью-Йорку. Пам'ятник виконаний у формі неокласичної стели з оолітного вапняка, прикрашеної бронзовими і вапняковими барельєфами. Стелу вінчає фігура статуї Перемоги.
На вершині монумента знаходиться оглядовий майданчик, на яку можна піднятися на ліфті або по сходах. Під монументом розташований Музей громадянської війни імені Ілай Ліллі, присвячений історії Індіани часів Громадянської війни в США.
Монумент входить в Національний реєстр історичних місць США.

## Цікаві факти
- За щорічною традицією з 1962 року до Різдва монумент прикрашають в стилі величезної Різдвяної ялинки.
- Монумент є місцем зустрічей жителів міста і місцем проведення різних заходів і фестивалів.
- Під час проведення етапу гонок Формули-1 в Індіанаполісі тут проводився Chrysler Concourse Grand Prix — урочистості та святкування, присвячені гонок.
- У безпосередній близькості від монумента стоїть хмарочос Chase Tower — найвища будівля Індіанаполіса[en] і Індіани[en] з 1990 року по 2018.